# Zana El Beida
Zanat El Beida (em árabe: زانة البيضاء) é uma cidade localizada na província de Batna, no noroeste da Argélia. Sua população era de 10 564 habitantes, em 2008.